# 孔塔
孔塔（義大利語：Contà），是意大利特伦蒂诺-上阿迪杰大区特倫托自治省的市镇。市镇面积为19.48平方公里，2021年人口数量为1,405人。
该市镇是在2016年1月1日由库内沃、弗拉翁和泰雷斯三个市镇合并而成的。